# Xã Montgomery, Quận Hot Spring, Arkansas
Xã Montgomery (tiếng Anh: Montgomery Township) là một xã thuộc quận Hot Spring, tiểu bang Arkansas, Hoa Kỳ. Năm 2010, dân số của xã này là 1.209 người.